# Edgar Lungu
Edgar Lungu (Ndola, 11 novembre 1956 – Pretoria, 5 giugno 2025) è stato un politico zambiano.

## Biografia
Esponente del Fronte Patriottico, assunse la carica di Presidente dello Zambia il 25 gennaio 2015, dopo la vittoria alle elezioni presidenziali tenutesi il 20 gennaio. Fu riconfermato in occasione delle presidenziali del 2016. Perse le elezioni presidenziali del 2021 contro l'avversario di lunga data Hakainde Hichilema.